# اوون کلاین
اوون ژوزف کلاین (زادهٔ ۱۴ اکتبر ۱۹۹۱) یک فیلم‌ساز، بازیگر و کارتونیست آمریکایی است که بیشتر به خاطر بازی در نقش فرانک برکمن در فیلم ماهی مرکب و نهنگ (۲۰۰۵) و کارگردانی اولین فیلم بلند خود صفحات خنده‌دار (۲۰۲۲) شناخته می‌شود.

## زندگینامه
کلاین در نیویورک زاده شد. او فرزند کوین کلاین و فوبه کیتس (هر دو هنرپیشه) است و یک خواهر کوچکتر به نام گرتا کلاین دارد.

## حرفه
برجسته‌ترین نقش‌آفرینی کلاین، بازی در فیلم ماهی مرکب و نهنگ (ساخته نوآ بامباک) محصول سال ۲۰۰۵ است. او پس از ساخت چند فیلم مستند و کوتاه، در سال ۲۰۲۲ نخستین فیلم بلند خود را با نام صفحات خنده‌دار کارگردانی کرد.

## فیلم‌ها
- مهمانی سالگرد ازدواج (۲۰۰۱) - بازیگر
- ماهی مرکب و نهنگ (۲۰۰۵) - بازیگر
- جان رفته (۲۰۱۰) - بازیگر
- بزرگراه پادشاه بزهکاران (۲۰۱۰) - کارگردان و نویسنده
- دیو بودین در خانه می‌نوشد (۲۰۱۲) - کارگردان و نویسنده
- مرغ بازی (۲۰۱۳) - کارگردان و نویسنده
- جازی برای جو (۲۰۱۴) - کارگردان و نویسنده
- استیو دالانچینسکی (۲۰۱۶) - کارگردان و نویسنده
- دنیای جوب (۲۰۱۸) - بازیگر
- صفحات خنده‌دار (۲۰۲۲) - کارگردان، نویسنده و بازیگر
- حلقه رازآلود (۲۰۲۲) - کارگردان و نویسنده
- مردی متفاوت (۲۰۲۴) - بازیگر